# العلاقات الروسية الكازاخستانية
العلاقات الروسية الكازاخستانية هي العلاقات الثنائية التي تجمع بين روسيا وكازاخستان.

## مقارنة بين البلدين
هذه مقارنة عامة ومرجعية للدولتين:
| وجه المقارنة                                              | روسيا                                   | كازاخستان                      |
| --------------------------------------------------------- | --------------------------------------- | ------------------------------ |
| المساحة (كم2)                                             | 17.08 مليون                             | 2.72 مليون                     |
| عدد السكان (نسمة)                                         | 146.80 مليون                            | 17.95 مليون                    |
| الكثافة السكانية (ن./كم²)                                 | 8.59                                    | 6.6                            |
| العاصمة                                                   | موسكو                                   | نور سلطان                      |
| اللغة الرسمية                                             | اللغة الروسية                           | اللغة القازاقية، اللغة الروسية |
| العملة                                                    | روبل روسي                               | تينغ كازاخستاني                |
| الناتج المحلي الإجمالي (بليون دولار)                      | 1.58 تريليون                            | 159.41 مليار                   |
| الناتج المحلي الإجمالي (تعادل القوة الشرائية) بليون دولار | 3.69 تريليون                            | 439.39 مليار                   |
| الناتج المحلي الإجمالي الاسمي للفرد دولار أمريكي          | 9.09 ألف                                | 10.51 ألف                      |
| الناتج المحلي الإجمالي للفرد دولار أمريكي                 |                                         | 24.23 ألف                      |
| مؤشر التنمية البشرية                                      | 0.798                                   | 0.788                          |
| رمز المكالمات الدولي                                      | +7                                      | +7                             |
| رمز الإنترنت                                              | .ru، .рф، .рус ‏، .su                    | .kz، .қаз ‏                     |
| المنطقة الزمنية                                           | Magadan Time ‏، ت ع م+02:00، ت ع م+12:00 | ت ع م+05:00، ت ع م+06:00       |

## مدن متوأمة
في ما يلي قائمة باتفاقيات التوأمة بين مدن روسية وكازاخستانية:
- ترتبط بارناول مع أوسكمان باتفاقية توأمة.
- ترتبط أومسك مع بافلودار باتفاقية توأمة منذ 27 نوفمبر 2012.[17][18][19][20]
- ترتبط أستراخان مع أتيراو باتفاقية توأمة منذ 1998.[21][21][21][21]
- ترتبط سانت بطرسبرغ مع نور سلطان باتفاقية توأمة منذ 1958.
- ترتبط موسكو مع نور سلطان باتفاقية توأمة منذ 16 يوليو 1991.
- ترتبط تشيركيسك مع كوكشيتو باتفاقية توأمة.
- ترتبط روستوف على نهر الدون مع أورال باتفاقية توأمة منذ 1987.[22][22][22][22]
- ترتبط سيكتيفكار مع أتيراو باتفاقية توأمة منذ 1992.[23][24][23][24]
- ترتبط قازان مع نور سلطان باتفاقية توأمة منذ 2001.[25][25][25][25]
- ترتبط دوبنا مع Kurchatov, Kazakhstan [الإنجليزية]‏ باتفاقية توأمة.
- ترتبط أورينبورغ مع أورال باتفاقية توأمة.

## منظمات دولية مشتركة
يشترك البلدان في عضوية مجموعة من المنظمات الدولية، منها:
| علم المنظمة | اسم المنظمة                             | تاريخ انضمام روسيا | تاريخ انضمام كازاخستان |
| ----------- | --------------------------------------- | ------------------ | ---------------------- |
|             | منظمة الشرطة الجنائية الدولية           | 27 سبتمبر 1990     | ?                      |
|             | الاتحاد البريدي العالمي                 | ?                  | ?                      |
|             | Central Asian Cooperation Organization ‏ | 2002               | ?                      |
|             | الفريق المعني برصد الأرض                | ?                  | ?                      |
|             | مجموعة الموردين النوويين                | ?                  | ?                      |
|             | مؤسسة التنمية الدولية                   | 16 يونيو 1992      | 23 يوليو 1992          |
|             | منظمة الأمن والتعاون في أوروبا          | 1992               | 30 يناير 1992          |
|             | مؤسسة التمويل الدولية                   | 12 أبريل 1993      | 30 سبتمبر 1993         |
|             | منظمة شانغهاي للتعاون                   | 26 أبريل 1996      | 26 أبريل 1996          |
|             | رابطة الدول المستقلة                    | 21 ديسمبر 1991     | ?                      |
|             | الأمم المتحدة                           | 24 أكتوبر 1945     | 2 مارس 1992            |
|             | منظمة حظر الأسلحة الكيميائية            | ?                  | ?                      |
|             | الاتحاد الدولي للاتصالات                | 1866               | 23 فبراير 1993         |
|             | البنك الدولي للإنشاء والتعمير           | 16 يونيو 1992      | 23 يوليو 1992          |
|             | وكالة ضمان الاستثمار متعدد الأطراف      | 29 ديسمبر 1992     | 12 أغسطس 1993          |
|             | يونسكو                                  | 21 أبريل 1954      | 22 مايو 1992           |

## وصلات خارجية
- موقع وزارة الخارجية الروسية
- موقع وزارة الخارجية الكازاخستانية